# Таитянская помарея
Таитянская помарея, или таитянская мухоловка (лат. Pomarea nigra) — редкий вид птиц из семейства монархов (Monarchidae). Является эндемиком острова Таити (Французская Полинезия). В природе осталось менее 50 особей.

## Систематика
Таитянская помарея первоначально был описан в роде настоящих мухоловок. Раньше помарея Маупити считался подвидом таитянской помареи, а в 2012 году он был классифицирован, как отдельный вид.

## Описание
Эта птица достигает в длину 15 сантиметров и имеет чёрный цвет тела с бледно-голубым клювом. Молодые птицы имеют красновато-коричневый цвет туловища. Зов звучит как тик-тик-тик, и песня «похожа на флейту».

## Распространение и местообитания
Эта птица встречается только в четырёх долинах Таити. Она живёт в кронах деревьев и подлеске в лесах среди деревьев вида Neonauclea forsteri.

## Угрозы
Угрозы для вида включают деградацию его лесной среды обитания путем вторжения экзотических видов растений, включая миконию (Miconia calvescens) и спатодею (Spathodea campanulata). Лес также деградирует из-за деятельности коз. Хищничество крыс и кошек представляет собой угрозу. Таитянская альциона (Todiramphus veneratus) является конкурентом.